# Saison 1934-1935 de l'Amiens AC
Maillots
Chronologie
Saison précédente Saison suivante
La saison 1934-1935 de l'Amiens AC est la saison sportive de septembre 1934 à mai 1935 de l'Amiens Athlétic Club, club de football situé à Amiens.
L'Amiens AC dispute sa deuxième saison en professionnel. Le club est engagé en Division interrégionale, le deuxième niveau professionnel. De nombreux changements s'opèrent dans l'équipe. Le club, dernier après huit journées, termine finalement à la douzième place sur seize équipes avec huit victoires, trois nuls et quinze défaites. En Coupe de France, le club est éliminé en 16e finale par le Red Star Olympique, quadruple vainqueur de l'épreuve, après match d'appui.
Comme lors de la saison précédente, Pierre Illiet termine meilleur buteur, l'équipe-type de la saison étant : Tassin - Reid, Niko - Blot, Cléau, Ottavis - Farkas, Arravit, Illiet, Garrette, Taisne.

## Résumé de la saison

### Transferts
De nombreux recrutements ont lieu avant le début de la saison,.
Le gardien polonais Israël Elsner, désimpliqué par les préparations de son mariage avec une amiénoise, est remplacé par l'international André Tassin. Quatre britanniques rejoignent le club. Un seul s'imposera, James Reid, « musclé, solide, ardent et chanceux ». Jack Trees et Thomas Whale ne disputeront qu'un seul match. Le « magnifique » demi centre Fredrick Dreyer repartira bien vite au Royaume-Uni, après huit matchs joués,.
Jean Cléau arrive en provenance de Colmar et s'impose au poste de demi-centre. L'amateur Georges Garrette vient du CA Montreuil et le jeune Jean Cardon de l'US Corbie. Le Hongrois Gyula Limbeck arrive du Lyon Olympique universitaire pour tenir un rôle d'entraineur-joueur, tandis que son compatriote Bela Farkas, du RC Calais, « au style élégant », arrive pour prendre le poste d'ailier droit,.
Deux joueurs sont recrutés en Afrique du Nord : l'inter Édouard Arravit et Foudad Missoum. Des jeunes sont intégrés à l'effectif, comme Paul Sachy, Pierre Planchais et Gilbert Rouart, tandis que le vétéran italo-français Bruno Pierrucci revient au club, après avoir joué en professionnel au Club français.
Quelques joueurs sont testés sans grande réussite. Le gardien Émile Vovard n'est pas retenu, mais devient par la suite l'une des vedettes du Stade de Reims. L'arrière Jean Fidon, malgré sa grande taille, ne fera que quatre matchs. Joseph Mogliazzi, en provenance du FC Mulhouse, prend part à trois matchs avant de repartir en Alsace,.
De nombreux joueurs quittent aussi le club. Urbain Wallet, qui jouait en amateur pour la saison 1933-1934, part disputer une dernière saison au Montdidier AC. Les frères Henri et Louis Saint-Georges quittent le club, ce dernier signant à l'AS Saint-Etienne pour 6 000 francs. Roland Balavoine part au Racing Club de Lens, tandis qu'Augustin Chantrel retourne au Red Star Olympique après seulement une saison en Picardie.
L'équipe en sort très remaniée. De l'équipe-type de la saison 1933-1934, seuls Ferenc Niko, Pierre Illiet et Georges Taisne restent au club.
Le prix de l'abonnement pour les matchs de championnat (hors Coupe de France) et de 300 francs en tribunes, 200 francs en gradins et 125 francs en pourtour (soit environ 210 €, 140 € et 90 € dans les années 2020).

### Parcours en compétitions

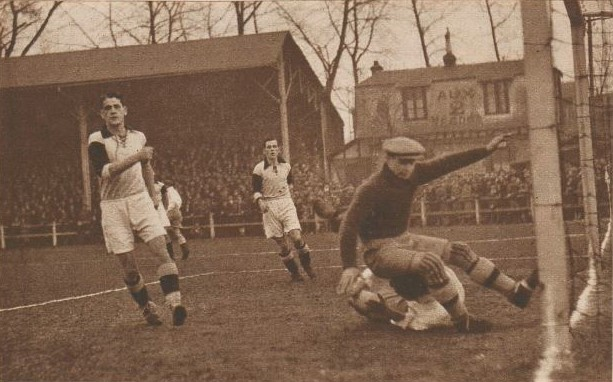
Match contre le Red Star Olympique le 10 janvier 1935 lors du 16e de finale de la Coupe de France.

Un match d'entrainement à lieu le dimanche 19 août 1934 entre les joueurs du club pour définir l'équipe.
La saison débute par sept défaites en huit matchs. Après la huitième journée du 4 novembre 1934, l'Amiens AC est dernier ex-æquo au classement. Le club reçoit le 11 novembre le FC rouennais, premier du championnat. Pour l'occasion, les Amiénois testent Jean Cléau au poste de demi centre, ce qui s'avérera une grande réussite, avec à la clé une victoire de l'Amiens AC (3-1).
Malgré trois nouvelles victoires en décembre 1934, le club est à la peine et ne termine le championnat qu'à la douzième place. L'équipe-type de la saison est : Tassin - Reid, Niko - Blot, Cléau, Ottavis - Farkas, Arravit, Illiet, Garrette, Taisne.
En Coupe de France, l'Amiens AC est éliminé en 16e de finale par le Red Star Olympique après match d'appui. Pour l'occasion, le vétéran Paul Nicolas, 35 ans, quadruple vainqueur de l'épreuve avec le Red Star devenue joueur puis entraineur de l'Amiens AC, rechausse les crampons pour disputer les deux derniers matchs de sa carrière.

## Effectif et statistiques
| P   | Joueur                 | Âge    | Depuis | Cht | But inscrit | CF | But inscrit |
| --- | ---------------------- | ------ | ------ | --- | ----------- | -- | ----------- |
| G   | Robert Lesieur         |        |        | 4   |             |    |             |
| G   | André Tassin           | 32 ans | 1934   | 24  |             | 3  |             |
| D   | Jean Fidon             |        | 1934   | 5   |             |    |             |
| D   | Joseph Mogliazzi       |        | 1934   | 3   |             |    |             |
| D   | Ferenc Niko            |        |        | 24  |             | 3  |             |
| D   | James Reid             |        | 1934   | 24  | 2           | 3  |             |
| D   | Jack Trees             |        | 1934   | 1   |             |    |             |
| D   | Thomas Whale           |        | 1934   | 1   |             |    |             |
| M   | Fernand Blot           |        |        | 16  |             | 1  |             |
| M   | Jean Cardon            | 18 ans | 1934   | 9   |             | 2  |             |
| M   | Jean Cléau             |        | 1934   | 24  |             | 3  |             |
| M   | Fredrick Dreyer        |        | 1934   | 8   |             |    |             |
| M   | Albert Ottavis         |        |        | 23  |             | 3  |             |
| M/D | Paul Sachy             |        | 1934   | 8   |             |    |             |
| A   | Édouard Arravit        |        | 1934   | 28  | 10          | 2  |             |
| A   | Roger Bocquet          |        |        | 8   | 2           |    |             |
| A   | Bela Farkas            |        | 1934   | 17  | 4           | 3  |             |
| A   | Georges Garette        |        | 1934   | 10  | 6           | 1  |             |
| A   | Pierre Illiet          | 21/22  |        | 27  | 18          | 3  | 2           |
| A   | Gyula Limbeck          |        | 1934   | 5   |             |    |             |
| A   | Michel Maurice         |        |        | 4   | 1           | 1  | 1           |
| A   | Foudad dit « Missoum » |        | 1934   | 5   | 1           |    |             |
| A   | Paul Nicolas           | 34 ans |        |     |             | 2  |             |
| A   | Bruno Pierucci         |        | 1934   | 2   |             |    |             |
| A   | Pierre Planchais       |        | 1934   | 1   |             |    |             |
| A   | Gilbert Rouart         |        | 1934   | 5   | 1           |    |             |
| A   | ?. Steyert             |        |        | 1   | 1           |    |             |
| A   | Georges Taisne         | 30 ans |        | 21  | 4           | 3  | 2           |

## Résultats

### Division interrégionnale
| 1er journée – 16e     | Amiens AC                                                                                   | 0 – 4   | US Valenciennes-Anzin |                                                                        |                                                                        |
| Dimanche 26 août 1934 |                                                                                             | (0 – 0) |                       | Stade Moulonguet, Amiens Spectateurs : 2 500 à 3 000 Diffuseur : Aucun | Stade Moulonguet, Amiens Spectateurs : 2 500 à 3 000 Diffuseur : Aucun |
| Dimanche 26 août 1934 | Rapport, Rapport,                                                                           |         |                       | Stade Moulonguet, Amiens Spectateurs : 2 500 à 3 000 Diffuseur : Aucun | Stade Moulonguet, Amiens Spectateurs : 2 500 à 3 000 Diffuseur : Aucun |
| Dimanche 26 août 1934 | Tassin - Fidon, Trees - Mogliazzi, Cardon, Cléau - Missoum, Aravit, Illiet, Garette, Farkas | Équipes |                       | Stade Moulonguet, Amiens Spectateurs : 2 500 à 3 000 Diffuseur : Aucun | Stade Moulonguet, Amiens Spectateurs : 2 500 à 3 000 Diffuseur : Aucun |

| 2e journée – 5e           | Le Havre AC           | 2 – 3   | Amiens AC                                                                                  | | |
| Dimanche 2 septembre 1934 | Guérin 15e · Guérin ? | (1 – 1) | 40e Illiet · ? Illiet · ? Illiet                                                           | Stade de la Cavée verte, Le Havre Spectateurs : 6 000 à 7 000 Diffuseur : Aucun Arbitrage : M. Raguin | Stade de la Cavée verte, Le Havre Spectateurs : 6 000 à 7 000 Diffuseur : Aucun Arbitrage : M. Raguin |
| Dimanche 2 septembre 1934 | Rapport, Rapport,     |         |                                                                                            | Stade de la Cavée verte, Le Havre Spectateurs : 6 000 à 7 000 Diffuseur : Aucun Arbitrage : M. Raguin | Stade de la Cavée verte, Le Havre Spectateurs : 6 000 à 7 000 Diffuseur : Aucun Arbitrage : M. Raguin |
| Dimanche 2 septembre 1934 |                       | Équipes | Tassin - Fidon, Reid - Mogliazzi, Dreyer, Cléau - Missoum, Aravit, Illiet, Garette, Farkas | Stade de la Cavée verte, Le Havre Spectateurs : 6 000 à 7 000 Diffuseur : Aucun Arbitrage : M. Raguin | Stade de la Cavée verte, Le Havre Spectateurs : 6 000 à 7 000 Diffuseur : Aucun Arbitrage : M. Raguin |

| 3e journée – 11e          | CS Metz           | 7 – 1   | Amiens AC                                                                                   |                   |                   |
| Dimanche 9 septembre 1934 |                   | (3 – 0) | 70e Illiet                                                                                  | Diffuseur : Aucun | Diffuseur : Aucun |
| Dimanche 9 septembre 1934 | Rapport, Rapport, |         |                                                                                             | Diffuseur : Aucun | Diffuseur : Aucun |
| Dimanche 9 septembre 1934 |                   | Équipes | Tassin - Fidon, Reid - Mogliazzi, Dreyer, Cléau - Missoum, Arravit, Illiet, Farkas, Garette | Diffuseur : Aucun | Diffuseur : Aucun |

| 4e journée – 14e           | Amiens AC                                                                               | 5 – 6   | RC lensois                                                                     |                                                                                              |                                                                                              |
| Dimanche 23 septembre 1934 | Illiet 4e · Illiet 7e · Arravit 27e · Arravit 44e · Illiet 83e                          | (4 – 3) | 12e Walter · 20e Walter · 33e Walter · 54e Nowicki · 72e François · 86e Walter | Stade Moulonguet, Amiens Spectateurs : Environ 3 000 Diffuseur : Aucun Arbitrage : M. Crimon | Stade Moulonguet, Amiens Spectateurs : Environ 3 000 Diffuseur : Aucun Arbitrage : M. Crimon |
| Dimanche 23 septembre 1934 | Rapport,                                                                                |         |                                                                                | Stade Moulonguet, Amiens Spectateurs : Environ 3 000 Diffuseur : Aucun Arbitrage : M. Crimon | Stade Moulonguet, Amiens Spectateurs : Environ 3 000 Diffuseur : Aucun Arbitrage : M. Crimon |
| Dimanche 23 septembre 1934 | Tassin - Fidon, Whale - Blot, Dreyer, Cléau - Planchais, Arravit, Illiet, Reid, Missoum | Équipes |                                                                                | Stade Moulonguet, Amiens Spectateurs : Environ 3 000 Diffuseur : Aucun Arbitrage : M. Crimon | Stade Moulonguet, Amiens Spectateurs : Environ 3 000 Diffuseur : Aucun Arbitrage : M. Crimon |

| 5e journée – 15e           | AS Villeurbanne | 2 – 1   | Amiens AC                                                                              |                   |                   |
| Dimanche 30 septembre 1934 |                 | (1 – 0) | 70e Reid                                                                               | Diffuseur : Aucun | Diffuseur : Aucun |
| Dimanche 30 septembre 1934 | Rapport         |         |                                                                                        | Diffuseur : Aucun | Diffuseur : Aucun |
| Dimanche 30 septembre 1934 |                 | Équipes | Tassin - Sachy, Niko - Ottavis, Dreyer, Cléau - Farkas, Arravit, Illiet, Reid, Bocquet | Diffuseur : Aucun | Diffuseur : Aucun |

| 6e journée – 15e         | Amiens AC                                                                              | 2 – 3   | RC Roubaix |                                                                        |                                                                        |
| Dimanche 14 octobre 1934 | Rouard 20e · Missoum 61e                                                               | (1 – 1) |            | Stade Moulonguet, Amiens Spectateurs : Environ 2 000 Diffuseur : Aucun | Stade Moulonguet, Amiens Spectateurs : Environ 2 000 Diffuseur : Aucun |
| Dimanche 14 octobre 1934 | Rapport, Rapport                                                                       |         |            | Stade Moulonguet, Amiens Spectateurs : Environ 2 000 Diffuseur : Aucun | Stade Moulonguet, Amiens Spectateurs : Environ 2 000 Diffuseur : Aucun |
| Dimanche 14 octobre 1934 | Tassin - Niko, Sachy - Ottavis, Dreyer, Cléau - Missoum, Arravit, Taisne, Reid, Rouard | Équipes |            | Stade Moulonguet, Amiens Spectateurs : Environ 2 000 Diffuseur : Aucun | Stade Moulonguet, Amiens Spectateurs : Environ 2 000 Diffuseur : Aucun |

| 7e journée – 15e         | Amiens AC                                                                           | 1 – 3   | US servannaise et malouine | | |
| Dimanche 21 octobre 1934 | Arravit 45e                                                                         | (1 – 1) |                            | Stade Moulonguet, Amiens Spectateurs : Environ 2 000 Diffuseur : Aucun Arbitrage : M. Brunner de Thionville | Stade Moulonguet, Amiens Spectateurs : Environ 2 000 Diffuseur : Aucun Arbitrage : M. Brunner de Thionville |
| Dimanche 21 octobre 1934 | Rapport, Rapport                                                                    |         |                            | Stade Moulonguet, Amiens Spectateurs : Environ 2 000 Diffuseur : Aucun Arbitrage : M. Brunner de Thionville | Stade Moulonguet, Amiens Spectateurs : Environ 2 000 Diffuseur : Aucun Arbitrage : M. Brunner de Thionville |
| Dimanche 21 octobre 1934 | Tassin - Fidon, Niko - Sachy, Dreyer, Cléau - Taisne, Arravit, Illiet, Reid, Rouard | Équipes |                            | Stade Moulonguet, Amiens Spectateurs : Environ 2 000 Diffuseur : Aucun Arbitrage : M. Brunner de Thionville | Stade Moulonguet, Amiens Spectateurs : Environ 2 000 Diffuseur : Aucun Arbitrage : M. Brunner de Thionville |

| 8e journée – 16e         | Stade malherbe caennais | 6 – 1   | Amiens AC                                                                                 |                   |                   |
| Dimanche 4 novembre 1934 |                         | (–)     | 35e Illiet                                                                                | Diffuseur : Aucun | Diffuseur : Aucun |
| Dimanche 4 novembre 1934 | Rapport                 |         |                                                                                           | Diffuseur : Aucun | Diffuseur : Aucun |
| Dimanche 4 novembre 1934 |                         | Équipes | Tassin - Niko, Sachy - Ottavis, Dreyer, Cléau - Farkas, Arravit, Illiet, Garrette, Taisne | Diffuseur : Aucun | Diffuseur : Aucun |

| 9e journée – 15e          | Amiens AC                                                                             | 3 – 1   | FC rouennais |                                                                                             |                                                                                             |
| Dimanche 11 novembre 1934 | Maurice 26e · Illiet 27e · Farkas 70e                                                 | (2 – 1) | 43e Rio      | Stade Moulonguet, Amiens Spectateurs : Environ 4 000 Diffuseur : Aucun Arbitrage : M. Leroy | Stade Moulonguet, Amiens Spectateurs : Environ 4 000 Diffuseur : Aucun Arbitrage : M. Leroy |
| Dimanche 11 novembre 1934 | Rapport, Rapport,                                                                     |         |              | Stade Moulonguet, Amiens Spectateurs : Environ 4 000 Diffuseur : Aucun Arbitrage : M. Leroy | Stade Moulonguet, Amiens Spectateurs : Environ 4 000 Diffuseur : Aucun Arbitrage : M. Leroy |
| Dimanche 11 novembre 1934 | Tassin - Reid, Niko - Blot, Cléau, Ottavis - Illiet, Arravit, Maurice, Farkas, Taisne | Équipes |              | Stade Moulonguet, Amiens Spectateurs : Environ 4 000 Diffuseur : Aucun Arbitrage : M. Leroy | Stade Moulonguet, Amiens Spectateurs : Environ 4 000 Diffuseur : Aucun Arbitrage : M. Leroy |

| 10e journée – 15e         | CA Paris         | 3 – 3   | Amiens AC                                                                             |                                                                    |                                                                    |
| Dimanche 25 novembre 1934 |                  | (2 – 2) | Farkas · Arravit · Arravit                                                            | Stade Buffalo, Paris Spectateurs : Environ 2 000 Diffuseur : Aucun | Stade Buffalo, Paris Spectateurs : Environ 2 000 Diffuseur : Aucun |
| Dimanche 25 novembre 1934 | Rapport, Rapport |         |                                                                                       | Stade Buffalo, Paris Spectateurs : Environ 2 000 Diffuseur : Aucun | Stade Buffalo, Paris Spectateurs : Environ 2 000 Diffuseur : Aucun |
| Dimanche 25 novembre 1934 |                  | Équipes | Tassin - Reid, Niko - Blot, Cléau, Ottavis - Maurice, Arravit, Illiet, Farkas, Taisne | Stade Buffalo, Paris Spectateurs : Environ 2 000 Diffuseur : Aucun | Stade Buffalo, Paris Spectateurs : Environ 2 000 Diffuseur : Aucun |

| 11e journée – 14e        | Amiens AC                                                                               | 4 – 0   | Club français |                                                                  |                                                                  |
| Dimanche 2 décembre 1934 | Illiet · Illiet · Taisne · ?                                                            | (2 – 0) |               | Stade Moulonguet, Amiens Diffuseur : Aucun Arbitrage : M. Druble | Stade Moulonguet, Amiens Diffuseur : Aucun Arbitrage : M. Druble |
| Dimanche 2 décembre 1934 | Rapport, Rapport                                                                        |         |               | Stade Moulonguet, Amiens Diffuseur : Aucun Arbitrage : M. Druble | Stade Moulonguet, Amiens Diffuseur : Aucun Arbitrage : M. Druble |
| Dimanche 2 décembre 1934 | Tassin - Reid, Niko - Sachy, Ottavis, Cardon - Illiet, Arravit, Maurice, Farkas, Taisne | Équipes |               | Stade Moulonguet, Amiens Diffuseur : Aucun Arbitrage : M. Druble | Stade Moulonguet, Amiens Diffuseur : Aucun Arbitrage : M. Druble |

| 13e journée – 13e         | Amiens AC                                                                              | 3 – 0   | AS Saint-Étienne |                                                                                               |                                                                                               |
| Dimanche 23 décembre 1934 | Garrette 12e · Arravit 38e · Illiet 73e                                                | (–)     |                  | Stade Moulonguet, Amiens Spectateurs : Environ 3 000 Diffuseur : Aucun Arbitrage : M. Gaborit | Stade Moulonguet, Amiens Spectateurs : Environ 3 000 Diffuseur : Aucun Arbitrage : M. Gaborit |
| Dimanche 23 décembre 1934 | Rapport, Rapport                                                                       |         |                  | Stade Moulonguet, Amiens Spectateurs : Environ 3 000 Diffuseur : Aucun Arbitrage : M. Gaborit | Stade Moulonguet, Amiens Spectateurs : Environ 3 000 Diffuseur : Aucun Arbitrage : M. Gaborit |
| Dimanche 23 décembre 1934 | Tassin - Reid, Niko - Blot, Cléau, Ottavis - Illiet, Arravit, Garrette, Farkas, Taisne | Équipes |                  | Stade Moulonguet, Amiens Spectateurs : Environ 3 000 Diffuseur : Aucun Arbitrage : M. Gaborit | Stade Moulonguet, Amiens Spectateurs : Environ 3 000 Diffuseur : Aucun Arbitrage : M. Gaborit |

| 14e journée – 12e      | Amiens AC                                                                                | 3 – 0   | FC hispano-bastidien | | |
| Mardi 25 décembre 1934 | Garrette 71e · Garrette 77e · Garrette 83e                                               | (0 – 0) |                      | Stade Moulonguet, Amiens Spectateurs : Environ 3 000 Diffuseur : Aucun Arbitrage : M. Kissenberger | Stade Moulonguet, Amiens Spectateurs : Environ 3 000 Diffuseur : Aucun Arbitrage : M. Kissenberger |
| Mardi 25 décembre 1934 | Rapport, Rapport                                                                         |         |                      | Stade Moulonguet, Amiens Spectateurs : Environ 3 000 Diffuseur : Aucun Arbitrage : M. Kissenberger | Stade Moulonguet, Amiens Spectateurs : Environ 3 000 Diffuseur : Aucun Arbitrage : M. Kissenberger |
| Mardi 25 décembre 1934 | Tassin - Reid, Niko - Blot, Cléau, Ottavis - Pierucci, Arravit, Garrette, Illiet, Taisne | Équipes |                      | Stade Moulonguet, Amiens Spectateurs : Environ 3 000 Diffuseur : Aucun Arbitrage : M. Kissenberger | Stade Moulonguet, Amiens Spectateurs : Environ 3 000 Diffuseur : Aucun Arbitrage : M. Kissenberger |

| 15e journée – 14e         | RC Calais        | 6 – 0   | Amiens AC                                                                              |                   |                   |
| Dimanche 30 décembre 1934 |                  | (3 – 0) |                                                                                        | Diffuseur : Aucun | Diffuseur : Aucun |
| Dimanche 30 décembre 1934 | Rapport, Rapport |         |                                                                                        | Diffuseur : Aucun | Diffuseur : Aucun |
| Dimanche 30 décembre 1934 |                  | Équipes | Tassin - Reid, Niko - Blot, Cléau, Ottavis - Illiet, Arravit, Garrette, Farkas, Taisne | Diffuseur : Aucun | Diffuseur : Aucun |

| 16e journée – 14e              | US Valenciennes-Anzin | 6 – 2   | Amiens AC                                                                                     |                                                                                             |                                                                                             |
| Mardi 1er janvier 1935 14 h 00 |                       | (3 – 1) | 18e Bocquet · 73e Illiet                                                                      | Stade Nungesser, Valenciennes Spectateurs : 1 500 Diffuseur : Aucun Arbitrage : M. Gérardin | Stade Nungesser, Valenciennes Spectateurs : 1 500 Diffuseur : Aucun Arbitrage : M. Gérardin |
| Mardi 1er janvier 1935 14 h 00 | Rapport, Rapport,     |         |                                                                                               | Stade Nungesser, Valenciennes Spectateurs : 1 500 Diffuseur : Aucun Arbitrage : M. Gérardin | Stade Nungesser, Valenciennes Spectateurs : 1 500 Diffuseur : Aucun Arbitrage : M. Gérardin |
| Mardi 1er janvier 1935 14 h 00 |                       | Équipes | Tassin - Niko, Dreyer - Cardon, Cléau, Ottavis - Illiet, Steyert, Pierrucci, Arravit, Bocquet | Stade Nungesser, Valenciennes Spectateurs : 1 500 Diffuseur : Aucun Arbitrage : M. Gérardin | Stade Nungesser, Valenciennes Spectateurs : 1 500 Diffuseur : Aucun Arbitrage : M. Gérardin |

| 17e journée – 12e        | Amiens AC                                                                                | 3 – 1   | Le Havre AC |                                                                                                  |                                                                                                  |
| Dimanche 13 janvier 1935 | Illiet 16e · Farkas 50e · Garrette 71e                                                   | (1 – 1) | 18e Hanke   | Stade Moulonguet, Amiens Spectateurs : Environ 2 000 Diffuseur : Aucun Arbitrage : M. Vandeputte | Stade Moulonguet, Amiens Spectateurs : Environ 2 000 Diffuseur : Aucun Arbitrage : M. Vandeputte |
| Dimanche 13 janvier 1935 | Rapport, Rapport                                                                         |         |             | Stade Moulonguet, Amiens Spectateurs : Environ 2 000 Diffuseur : Aucun Arbitrage : M. Vandeputte | Stade Moulonguet, Amiens Spectateurs : Environ 2 000 Diffuseur : Aucun Arbitrage : M. Vandeputte |
| Dimanche 13 janvier 1935 | Tassin - Reid, Niko - Cardon, Cléau, Ottavis - Farkas, Arravit, Garrette, Illiet, Taisne | Équipes |             | Stade Moulonguet, Amiens Spectateurs : Environ 2 000 Diffuseur : Aucun Arbitrage : M. Vandeputte | Stade Moulonguet, Amiens Spectateurs : Environ 2 000 Diffuseur : Aucun Arbitrage : M. Vandeputte |

| 12e journée – 12e        | US Tourcoing     | 2 – 2   | Amiens AC                                                                               |                                               |                                               |
| Dimanche 20 janvier 1935 |                  | (1 – 0) | 52e Illiet · Ottavis                                                                    | Spectateurs : Environ 3 000 Diffuseur : Aucun | Spectateurs : Environ 3 000 Diffuseur : Aucun |
| Dimanche 20 janvier 1935 | Rapport, Rapport |         |                                                                                         | Spectateurs : Environ 3 000 Diffuseur : Aucun | Spectateurs : Environ 3 000 Diffuseur : Aucun |
| Dimanche 20 janvier 1935 |                  | Équipes | Tassin - Reid, Niko - Ottavis, Cardon, Blot - Farkas, Arravit, Garrette, Illiet, Taisne | Spectateurs : Environ 3 000 Diffuseur : Aucun | Spectateurs : Environ 3 000 Diffuseur : Aucun |

| 18e journée – 12e        | Amiens AC                                                                              | 1 – 4   | CS Metz |                                            |                                            |
| Dimanche 27 janvier 1935 | Garrette                                                                               | (1 – 3) |         | Stade Moulonguet, Amiens Diffuseur : Aucun | Stade Moulonguet, Amiens Diffuseur : Aucun |
| Dimanche 27 janvier 1935 | Rapport, Rapport                                                                       |         |         | Stade Moulonguet, Amiens Diffuseur : Aucun | Stade Moulonguet, Amiens Diffuseur : Aucun |
| Dimanche 27 janvier 1935 | Tassin - Reid, Niko - Blot, Cléau, Ottavis - Farkas, Arravit, Garrette, Illiet, Taisne | Équipes |         | Stade Moulonguet, Amiens Diffuseur : Aucun | Stade Moulonguet, Amiens Diffuseur : Aucun |

| 19e journée – 8e                | RC lensois       | 1 – 1   | Amiens AC                                                                             |                   |                   |
| Dimanche 3 février 1935 14 h 15 |                  | (1 – 0) | 87e Arravit                                                                           | Diffuseur : Aucun | Diffuseur : Aucun |
| Dimanche 3 février 1935 14 h 15 | Rapport, Rapport |         |                                                                                       | Diffuseur : Aucun | Diffuseur : Aucun |
| Dimanche 3 février 1935 14 h 15 |                  | Équipes | Tassin - Reid, Niko - Blot, Cléau, Ottavis - Farkas, Arravit, Bocquet, Illiet, Rouard | Diffuseur : Aucun | Diffuseur : Aucun |

| 20e journée – 9e         | Amiens AC                                                                              | 3 – 2   | AS Villeurbanne |                                                                  |                                                                  |
| Dimanche 10 février 1935 | Bocquet 36e · Arravit 52e · Taisne 82e                                                 | (1 – 1) |                 | Stade Moulonguet, Amiens Diffuseur : Aucun Arbitrage : M. Denize | Stade Moulonguet, Amiens Diffuseur : Aucun Arbitrage : M. Denize |
| Dimanche 10 février 1935 | Rapport, Rapport                                                                       |         |                 | Stade Moulonguet, Amiens Diffuseur : Aucun Arbitrage : M. Denize | Stade Moulonguet, Amiens Diffuseur : Aucun Arbitrage : M. Denize |
| Dimanche 10 février 1935 | Lesieur - Reid, Niko - Blot, Cléau, Ottavis - Farkas, Arravit, Bocquet, Illiet, Taisne | Équipes |                 | Stade Moulonguet, Amiens Diffuseur : Aucun Arbitrage : M. Denize | Stade Moulonguet, Amiens Diffuseur : Aucun Arbitrage : M. Denize |

| 21e journée – 11e        | RC Roubaix       | 3 – 0   | Amiens AC                                                                                |                                               |                                               |
| Dimanche 24 février 1935 |                  | (0 – 0) |                                                                                          | Spectateurs : Environ 3 000 Diffuseur : Aucun | Spectateurs : Environ 3 000 Diffuseur : Aucun |
| Dimanche 24 février 1935 | Rapport, Rapport |         |                                                                                          | Spectateurs : Environ 3 000 Diffuseur : Aucun | Spectateurs : Environ 3 000 Diffuseur : Aucun |
| Dimanche 24 février 1935 |                  | Équipes | Lesieur - Reid, Niko - Cardon, Cléau, Ottavis - Farkas, Arravit, Illiet, Bocquet, Taisne | Spectateurs : Environ 3 000 Diffuseur : Aucun | Spectateurs : Environ 3 000 Diffuseur : Aucun |

| 22e journée – 11e |                      | exempt |  |                   |                   |
| 3 mars 1935       |                      | (–)    |  | Diffuseur : Aucun | Diffuseur : Aucun |
| 3 mars 1935       | [Rapport], [Rapport] |        |  | Diffuseur : Aucun | Diffuseur : Aucun |

| 23e journée – 11e     | Amiens AC                                                                              | 1 – 2   | Stade malherbe caennais |                                                                        |                                                                        |
| Dimanche 10 mars 1935 | Arravit 35e                                                                            | (1 – 1) |                         | Stade Moulonguet, Amiens Spectateurs : Environ 1 800 Diffuseur : Aucun | Stade Moulonguet, Amiens Spectateurs : Environ 1 800 Diffuseur : Aucun |
| Dimanche 10 mars 1935 | Rapport, Rapport                                                                       |         |                         | Stade Moulonguet, Amiens Spectateurs : Environ 1 800 Diffuseur : Aucun | Stade Moulonguet, Amiens Spectateurs : Environ 1 800 Diffuseur : Aucun |
| Dimanche 10 mars 1935 | Tassin - Reid, Niko - Cardon, Cléau, Ottavis - Farkas, Arravit, Rouard, Illiet, Taisne | Équipes |                         | Stade Moulonguet, Amiens Spectateurs : Environ 1 800 Diffuseur : Aucun | Stade Moulonguet, Amiens Spectateurs : Environ 1 800 Diffuseur : Aucun |

| 24e journée – 11e     | FC rouennais      | 4 – 1   | Amiens AC                                                                            |                                                                 |                                                                 |
| Dimanche 24 mars 1935 |                   | (0 – 1) | 7e Illiet                                                                            | Stade des Bruyères Spectateurs : 8 000-10 000 Diffuseur : Aucun | Stade des Bruyères Spectateurs : 8 000-10 000 Diffuseur : Aucun |
| Dimanche 24 mars 1935 | Rapport, Rapport, |         |                                                                                      | Stade des Bruyères Spectateurs : 8 000-10 000 Diffuseur : Aucun | Stade des Bruyères Spectateurs : 8 000-10 000 Diffuseur : Aucun |
| Dimanche 24 mars 1935 |                   | Équipes | Lesieur - Reid, Niko - Blot, Ottavis, Cardon - Sachy, Arravit, Taisne, Illiet, Cléau | Stade des Bruyères Spectateurs : 8 000-10 000 Diffuseur : Aucun | Stade des Bruyères Spectateurs : 8 000-10 000 Diffuseur : Aucun |

| 25e journée – 12e     | Amiens AC                                                                              | 1 – 3   | CA Paris |                                                                  |                                                                  |
| Dimanche 7 avril 1935 | Taisne ?                                                                               | (1 – 2) |          | Stade Moulonguet, Amiens Diffuseur : Aucun Arbitrage : M. Bowley | Stade Moulonguet, Amiens Diffuseur : Aucun Arbitrage : M. Bowley |
| Dimanche 7 avril 1935 | Rapport                                                                                |         |          | Stade Moulonguet, Amiens Diffuseur : Aucun Arbitrage : M. Bowley | Stade Moulonguet, Amiens Diffuseur : Aucun Arbitrage : M. Bowley |
| Dimanche 7 avril 1935 | Lesieur - Reid, Niko - Blot, Cléau, Ottavis - Rouard, Arravit, Limbeck, Illiet, Taisne | Équipes |          | Stade Moulonguet, Amiens Diffuseur : Aucun Arbitrage : M. Bowley | Stade Moulonguet, Amiens Diffuseur : Aucun Arbitrage : M. Bowley |

| 26e journée – 12e      |  | exempt |  |  |
| Dimanche 14 avril 1935 |  |        |  |  |

| 27e journée – 12e      | Amiens AC                                                                                | 4 – 0   | US Tourcoing |                                                                                               |                                                                                               |
| Dimanche 28 avril 1935 | Illiet ? · Maurice ? · Arravit ? · Illiet ?                                              | (1 – 0) |              | Stade Moulonguet, Amiens Spectateurs : Environ 2 000 Diffuseur : Aucun Arbitrage : M. Herbaux | Stade Moulonguet, Amiens Spectateurs : Environ 2 000 Diffuseur : Aucun Arbitrage : M. Herbaux |
| Dimanche 28 avril 1935 | Rapport, Rapport                                                                         |         |              | Stade Moulonguet, Amiens Spectateurs : Environ 2 000 Diffuseur : Aucun Arbitrage : M. Herbaux | Stade Moulonguet, Amiens Spectateurs : Environ 2 000 Diffuseur : Aucun Arbitrage : M. Herbaux |
| Dimanche 28 avril 1935 | Tassin - Ottavis, Niko - Blot, Cléau, Cardon - Limbeck, Arravit, Maurice, Illiet, Taisne | Équipes |              | Stade Moulonguet, Amiens Spectateurs : Environ 2 000 Diffuseur : Aucun Arbitrage : M. Herbaux | Stade Moulonguet, Amiens Spectateurs : Environ 2 000 Diffuseur : Aucun Arbitrage : M. Herbaux |

| 28e journée – 12e   | AS Saint-Étienne | 3 – 0   | Amiens AC                                                                              |                   |                   |
| Dimanche 5 mai 1935 |                  | (–)     |                                                                                        | Diffuseur : Aucun | Diffuseur : Aucun |
| Dimanche 5 mai 1935 | Rapport, Rapport |         |                                                                                        | Diffuseur : Aucun | Diffuseur : Aucun |
| Dimanche 5 mai 1935 |                  | Équipes | Tassin - Reid, Niko - Blot, Cléau, Ottavis - Limbeck, Arravit, Bocquet, Illiet, Taisne | Diffuseur : Aucun | Diffuseur : Aucun |

| 29e journée – 12e    | FC hispano-bastidien | 0 – 4   | Amiens AC                                                                              |                                                  |                                                  |
| Dimanche 12 mai 1935 |                      | (0 – 1) | ? Reid · ? Reid · ? Reid · ? Reid                                                      | Stade Adrien-Marquet, Bordeaux Diffuseur : Aucun | Stade Adrien-Marquet, Bordeaux Diffuseur : Aucun |
| Dimanche 12 mai 1935 | Rapport, Rapport,    |         |                                                                                        | Stade Adrien-Marquet, Bordeaux Diffuseur : Aucun | Stade Adrien-Marquet, Bordeaux Diffuseur : Aucun |
| Dimanche 12 mai 1935 |                      | Équipes | Tassin - Niko, Ottavis - Blot, Illiet, Sachy - Limbeck, Bocquet, Reid, Arravit, Taisne | Stade Adrien-Marquet, Bordeaux Diffuseur : Aucun | Stade Adrien-Marquet, Bordeaux Diffuseur : Aucun |

| 30e journée – 12e    | Amiens AC                                                                              | 2 – 5   | RC Calais |                                                                 |                                                                 |
| Dimanche 19 mai 1935 | Reid ? · Reid ?                                                                        | (0 – 2) |           | Stade Moulonguet, Amiens Diffuseur : Aucun Arbitrage : M. Demay | Stade Moulonguet, Amiens Diffuseur : Aucun Arbitrage : M. Demay |
| Dimanche 19 mai 1935 | Rapport, Rapport                                                                       |         |           | Stade Moulonguet, Amiens Diffuseur : Aucun Arbitrage : M. Demay | Stade Moulonguet, Amiens Diffuseur : Aucun Arbitrage : M. Demay |
| Dimanche 19 mai 1935 | Tassin - Ottavis, Niko - Blot, Illiet, Sachy - Taisne, Bocquet, Reid, Arravit, Limbeck | Équipes |           | Stade Moulonguet, Amiens Diffuseur : Aucun Arbitrage : M. Demay | Stade Moulonguet, Amiens Diffuseur : Aucun Arbitrage : M. Demay |

### Coupe de France
| 32e de finale                    | Amiens AC                                                                             | 4 – 0 a. p.             | SC Ouest |                                                                   |                                                                   |
| Dimanche 9 décembre 1934 13 h 45 | Illiet 99e · Maurice 104e · Illiet 108e · Taisne 115e                                 | (0 – 0 ; 0 – 0 ; 2 – 0) |          | Stade Moulonguet, Amiens Diffuseur : Aucun Arbitrage : M. Herbaut | Stade Moulonguet, Amiens Diffuseur : Aucun Arbitrage : M. Herbaut |
| Dimanche 9 décembre 1934 13 h 45 | Rapport, Rapport,                                                                     |                         |          | Stade Moulonguet, Amiens Diffuseur : Aucun Arbitrage : M. Herbaut | Stade Moulonguet, Amiens Diffuseur : Aucun Arbitrage : M. Herbaut |
| Dimanche 9 décembre 1934 13 h 45 | Tassin - Reid, Niko - Blot, Cléau, Ottavis - Illiet, Arravit, Maurice, Farkas, Taisne | Équipes                 |          | Stade Moulonguet, Amiens Diffuseur : Aucun Arbitrage : M. Herbaut | Stade Moulonguet, Amiens Diffuseur : Aucun Arbitrage : M. Herbaut |

| 16e de finale           | Amiens AC                                                                                | 1 – 1 a. p.             | Red Star Olympique (1) |                                                                                   |                                                                                   |
| Dimanche 6 janvier 1935 | Taisne ?                                                                                 | (0 – 0 ; 0 – 0 ; 1 – 0) | ? Thurley              | Le Havre Spectateurs : Environ 7 000-9 000 Diffuseur : Aucun Arbitrage : M. Jones | Le Havre Spectateurs : Environ 7 000-9 000 Diffuseur : Aucun Arbitrage : M. Jones |
| Dimanche 6 janvier 1935 | Rapport,                                                                                 |                         |                        | Le Havre Spectateurs : Environ 7 000-9 000 Diffuseur : Aucun Arbitrage : M. Jones | Le Havre Spectateurs : Environ 7 000-9 000 Diffuseur : Aucun Arbitrage : M. Jones |
| Dimanche 6 janvier 1935 | Tassin - Reid, Niko - Cardon, Cléau, Ottavis - Illiet, Garrette, Nicolas, Farkas, Taisne | Équipes                 |                        | Le Havre Spectateurs : Environ 7 000-9 000 Diffuseur : Aucun Arbitrage : M. Jones | Le Havre Spectateurs : Environ 7 000-9 000 Diffuseur : Aucun Arbitrage : M. Jones |

| 16e de finale - match d’appui | Amiens AC                                                                               | 0 – 1   | Red Star Olympique (1) |                                                     |                                                     |
| Jeudi 10 janvier 1935         |                                                                                         | (0 – 1) | 15e Pinel              | Rouen Spectateurs : Environ 5 000 Diffuseur : Aucun | Rouen Spectateurs : Environ 5 000 Diffuseur : Aucun |
| Jeudi 10 janvier 1935         | Rapport                                                                                 |         |                        | Rouen Spectateurs : Environ 5 000 Diffuseur : Aucun | Rouen Spectateurs : Environ 5 000 Diffuseur : Aucun |
| Jeudi 10 janvier 1935         | Tassin - Reid, Niko - Cardon, Cléau, Ottavis - Nicolas, Arravit, Illiet, Farkas, Taisne | Équipes |                        | Rouen Spectateurs : Environ 5 000 Diffuseur : Aucun | Rouen Spectateurs : Environ 5 000 Diffuseur : Aucun |

### Autres matchs
Le 7 octobre 1934, l'Amiens AC affronte en amical les Hongrois du III. Kerületi de Budapest, vainqueurs de la Coupe de Hongrie en 1931, qui ont battu la veille en amical le Club français par 3-1.
| Amical (exempt CdF)        | Amiens AC                                                                                                 | 8 – 1   | AS raismoise (DH Nord) |                                                                                              |                                                                                              |
| Dimanche 16 septembre 1934 | Illiet 5e · Arravit 32e · Illiet 57e · Illiet 60e · Illiet 69e · Reid 77e (pen.) · Rouard 85e · Bocquet ? | (2 – 1) | 25e ?                  | Stade Moulonguet, Amiens Spectateurs : Environ 1 200 Diffuseur : Aucun Arbitrage : M. Lanier | Stade Moulonguet, Amiens Spectateurs : Environ 1 200 Diffuseur : Aucun Arbitrage : M. Lanier |
| Dimanche 16 septembre 1934 | [ 21 ] |         |                        | Stade Moulonguet, Amiens Spectateurs : Environ 1 200 Diffuseur : Aucun Arbitrage : M. Lanier | Stade Moulonguet, Amiens Spectateurs : Environ 1 200 Diffuseur : Aucun Arbitrage : M. Lanier |
| Dimanche 16 septembre 1934 | Tassin - Fidon, Wall - Blot, Reid, Ottavis - Planchais, Arravit, Illiet, Bocquet, Rouard                  | Équipes |                        | Stade Moulonguet, Amiens Spectateurs : Environ 1 200 Diffuseur : Aucun Arbitrage : M. Lanier | Stade Moulonguet, Amiens Spectateurs : Environ 1 200 Diffuseur : Aucun Arbitrage : M. Lanier |

| Amical (exempt CdF)             | Amiens AC                                                                                               | 2 – 3   | III. Kerületi                          |                                                                        |                                                                        |
| Dimanche 7 octobre 1934 15 h 00 | Farkas 47e · Illiet 49e                                                                                 | (0 – 2) | ? Karman · ? Karman · ?e (csc) Ottavis | Stade Moulonguet, Amiens Spectateurs : Environ 2 000 Diffuseur : Aucun | Stade Moulonguet, Amiens Spectateurs : Environ 2 000 Diffuseur : Aucun |
| Dimanche 7 octobre 1934 15 h 00 | [ 20 ]                                                                                                  |         |                                        | Stade Moulonguet, Amiens Spectateurs : Environ 2 000 Diffuseur : Aucun | Stade Moulonguet, Amiens Spectateurs : Environ 2 000 Diffuseur : Aucun |
| Dimanche 7 octobre 1934 15 h 00 | Tassin - Sachy, Niko - Ottavis, Reid, Cléau - Farkas, Arravit, Illiet, Bocquet (Dreyer, 45e MT), Rouart | Équipes |                                        | Stade Moulonguet, Amiens Spectateurs : Environ 2 000 Diffuseur : Aucun | Stade Moulonguet, Amiens Spectateurs : Environ 2 000 Diffuseur : Aucun |

| Amical (exempt CdF)      | Amiens AC                                                                                              | 5 – 0   | Folkestone FC |                                                                  |                                                                  |
| Dimanche 28 octobre 1934 | Illiet 3e · Arravit 33e · Illiet 45+3e · Taisne 48e · Arravit 87e                                      | (–)     |               | Stade Moulonguet, Amiens Spectateurs : Environ Diffuseur : Aucun | Stade Moulonguet, Amiens Spectateurs : Environ Diffuseur : Aucun |
| Dimanche 28 octobre 1934 | [ 22 ]                                                                                                 |         |               | Stade Moulonguet, Amiens Spectateurs : Environ Diffuseur : Aucun | Stade Moulonguet, Amiens Spectateurs : Environ Diffuseur : Aucun |
| Dimanche 28 octobre 1934 | Tassin - Pierrucci, Niko (Sachy, 42e) - Ottavis, Dreyer, Cléau - Farkas, Arravit, Illiet, Reid, Taisne | Équipes |               | Stade Moulonguet, Amiens Spectateurs : Environ Diffuseur : Aucun | Stade Moulonguet, Amiens Spectateurs : Environ Diffuseur : Aucun |

| Amical (Toussaint)      | SC fivois (D1)                                                                          | 3 – 2   | Amiens AC                 |                                                 |                                                 |
| Jeudi 1er novembre 1934 | Lalande ? · Libérati 54e · Aoued 89e                                                    | (1 – 0) | ? Garrette · 71e Garrette | Lille Spectateurs : Environ ? Diffuseur : Aucun | Lille Spectateurs : Environ ? Diffuseur : Aucun |
| Jeudi 1er novembre 1934 | [ 23 ]                                                                                  |         |                           | Lille Spectateurs : Environ ? Diffuseur : Aucun | Lille Spectateurs : Environ ? Diffuseur : Aucun |
| Jeudi 1er novembre 1934 | Tassin - Niko, Sachy - Cléau, Reid, Ottavis - Illiet, Taisne, Garrette, Arravit, Farkas | Équipes |                           | Lille Spectateurs : Environ ? Diffuseur : Aucun | Lille Spectateurs : Environ ? Diffuseur : Aucun |

| Amical (exempt CdF)               | Amiens AC                                                                                | 2 – 1   | Olympique lillois (D1) |                                                                                                |                                                                                                |
| Dimanche 18 novembre 1934 14 h 25 | ? 44e · Farkas 75e                                                                       | (–)     | ? Luckas               | Stade Moulonguet, Amiens Spectateurs : Environ 2 500 Diffuseur : Aucun Arbitrage : M. Thompson | Stade Moulonguet, Amiens Spectateurs : Environ 2 500 Diffuseur : Aucun Arbitrage : M. Thompson |
| Dimanche 18 novembre 1934 14 h 25 | [ 24 ]                                                                                   |         |                        | Stade Moulonguet, Amiens Spectateurs : Environ 2 500 Diffuseur : Aucun Arbitrage : M. Thompson | Stade Moulonguet, Amiens Spectateurs : Environ 2 500 Diffuseur : Aucun Arbitrage : M. Thompson |
| Dimanche 18 novembre 1934 14 h 25 | Tassin - Reid, Niko - Blot, Cléau, Ottavis - Planchais, Arravit, Maurice, Farkas, Taisne | Équipes |                        | Stade Moulonguet, Amiens Spectateurs : Environ 2 500 Diffuseur : Aucun Arbitrage : M. Thompson | Stade Moulonguet, Amiens Spectateurs : Environ 2 500 Diffuseur : Aucun Arbitrage : M. Thompson |

| Amical (exempt CdF)       | Amiens AC                                                                            | 5 – 2   | RC Paris (D1)       |                                               |                                               |
| Dimanche 16 décembre 1934 | Illiet 13e · Garette 40e · Garette 48e · Taisne 75e · Illiet 85e                     | (2 – 1) | 25e Mercier · 50e ? | Spectateurs : Environ 2 000 Diffuseur : Aucun | Spectateurs : Environ 2 000 Diffuseur : Aucun |
| Dimanche 16 décembre 1934 | [ 25 ]                                                                               |         |                     | Spectateurs : Environ 2 000 Diffuseur : Aucun | Spectateurs : Environ 2 000 Diffuseur : Aucun |
| Dimanche 16 décembre 1934 | Tassin - Niko, Reid - Blot, Cléau, Ottavis - Rouart, Illiet, Garette, Farkas, Taisne | Équipes |                     | Spectateurs : Environ 2 000 Diffuseur : Aucun | Spectateurs : Environ 2 000 Diffuseur : Aucun |

| Amical (match international) | Amiens AC                                                                                 | 4 – 0   | SC fivois (D1) |                                                                        |                                                                        |
| Dimanche 17 février 1935     | Bocquet ? · Taisne ? · Taisne ? · Farkas ?                                                | (0 – 0) |                | Stade Moulonguet, Amiens Spectateurs : Environ 2 500 Diffuseur : Aucun | Stade Moulonguet, Amiens Spectateurs : Environ 2 500 Diffuseur : Aucun |
| Dimanche 17 février 1935     | [ 26 ]                                                                                    |         |                | Stade Moulonguet, Amiens Spectateurs : Environ 2 500 Diffuseur : Aucun | Stade Moulonguet, Amiens Spectateurs : Environ 2 500 Diffuseur : Aucun |
| Dimanche 17 février 1935     | Lesieur - Niko, Reid - Ottavis, Cléau, Cardon - Taisne, Bocquet, Limbeck, Arravit, Farkas | Équipes |                | Stade Moulonguet, Amiens Spectateurs : Environ 2 500 Diffuseur : Aucun | Stade Moulonguet, Amiens Spectateurs : Environ 2 500 Diffuseur : Aucun |

| Amical (éliminé CdF) | SC Ouest (DH) | 5 – 2   | Amiens AC                                          |                          |                          |
| Dimanche 3 mars 1935 |               |         | ? ? · ?                                            | Angers Diffuseur : Aucun | Angers Diffuseur : Aucun |
| Dimanche 3 mars 1935 | [ 27 ]        |         |                                                    | Angers Diffuseur : Aucun | Angers Diffuseur : Aucun |
| Dimanche 3 mars 1935 |               | Équipes | Dont Tassin, Reid, Niko, Ottavis, Arravit, Nicolas | Angers Diffuseur : Aucun | Angers Diffuseur : Aucun |

## Statistiques

### Temps de jeu
| P.  | Joueur           | 1  | 2  | 3  | 4  | 5  | 6  | 7  | 8  | 9  | 10 | 11 | F1  | 13 | 14 | 15 | 16 | F2  | F3 | 17 | 12 | 18 | 19 | 20 | 21 | 23 | 24 | 25 | 27 | 28 | 29 | 30 |
| --- | ---------------- | -- | -- | -- | -- | -- | -- | -- | -- | -- | -- | -- | --- | -- | -- | -- | -- | --- | -- | -- | -- | -- | -- | -- | -- | -- | -- | -- | -- | -- | -- | -- |
| G   | Robert Lesieur   |    |    |    |    |    |    |    |    |    |    |    |     |    |    |    |    |     |    |    |    |    |    | 90 | 90 |    | 90 | 90 |    |    |    |    |
| G   | André Tassin     | 90 | 90 | 90 | 90 | 90 | 90 | 90 | 90 | 90 | 90 | 90 | 120 | 90 | 90 | 90 | 90 | 120 | 90 | 90 | 90 | 90 | 90 |    |    | 90 |    |    | 90 | 90 | 90 | 90 |
| D   | Jean Fidon       | 90 | 90 | 90 | 90 |    |    | 90 |    |    |    |    |     |    |    |    |    |     |    |    |    |    |    |    |    |    |    |    |    |    |    |    |
| D   | Ferenc Niko      |    |    |    |    | 90 | 90 | 90 | 90 | 90 | 90 | 90 | 120 | 90 | 90 | 90 | 90 | 120 | 90 | 90 | 90 | 90 | 90 | 90 | 90 | 90 | 90 | 90 | 90 | 90 | 90 | 90 |
| D/A | James Reid       |    | 90 | 90 | 90 | 90 | 90 | 90 |    | 90 | 90 | 90 | 120 | 90 | 90 | 90 |    | 120 | 90 | 90 | 90 | 90 | 90 | 90 | 90 | 90 | 90 | 90 |    | 90 | 90 | 90 |
| D   | Jack Trees       | 90 |    |    |    |    |    |    |    |    |    |    |     |    |    |    |    |     |    |    |    |    |    |    |    |    |    |    |    |    |    |    |
| D   | Thomas Whale     |    |    |    | 90 |    |    |    |    |    |    |    |     |    |    |    |    |     |    |    |    |    |    |    |    |    |    |    |    |    |    |    |
| M   | Fernand Blot     |    |    |    | 90 |    |    |    |    | 90 | 90 |    | 120 | 90 | 90 | 90 |    |     |    |    | 90 | 90 | 90 | 90 |    |    | 90 | 90 | 90 | 90 | 90 | 90 |
| M   | Jean Cardon      | 90 |    |    |    |    |    |    |    |    |    | 90 |     |    |    |    | 90 | 120 | 90 | 90 | 90 |    |    |    | 90 | 90 | 90 |    | 90 |    |    |    |
| M   | Jean Cléau       | 90 | 90 | 90 | 90 | 90 | 90 | 90 | 90 | 90 | 90 |    | 120 | 90 | 90 | 90 | 90 | 120 | 90 | 90 |    | 90 | 90 | 90 | 90 | 90 | 90 | 90 | 90 | 90 |    |    |
| M   | Fredrick Dreyer  |    | 90 | 90 | 90 | 90 | 90 | 90 | 90 |    |    |    |     |    |    |    | 90 |     |    |    |    |    |    |    |    |    |    |    |    |    |    |    |
| M   | Joseph Mogliazzi | 90 | 90 | 90 |    |    |    |    |    |    |    |    |     |    |    |    |    |     |    |    |    |    |    |    |    |    |    |    |    |    |    |    |
| M   | Albert Ottavis   |    |    |    |    | 90 | 90 |    | 90 | 90 | 90 | 90 | 120 | 90 | 90 | 90 | 90 | 120 | 90 | 90 | 90 | 90 | 90 | 90 | 90 | 90 | 90 | 90 | 90 | 90 | 90 | 90 |
| M/D | Paul Sachy       |    |    |    |    | 90 | 90 | 90 | 90 |    |    | 90 |     |    |    |    |    |     |    |    |    |    |    |    |    |    | 90 |    |    |    | 90 | 90 |
| A   | Édouard Arravit  | 90 | 90 | 90 | 90 | 90 | 90 | 90 | 90 | 90 | 90 | 90 | 120 | 90 | 90 | 90 | 90 |     | 90 | 90 | 90 | 90 | 90 | 90 | 90 | 90 | 90 | 90 | 90 | 90 | 90 | 90 |
| A   | Roger Bocquet    |    |    |    |    | 90 |    |    |    |    |    |    |     |    |    |    | 90 |     |    |    |    |    | 90 | 90 | 90 |    |    |    |    | 90 | 90 | 90 |
| A   | Bela Farkas      | 90 | 90 | 90 |    | 90 |    |    | 90 | 90 | 90 | 90 | 120 | 90 |    | 90 |    | 120 | 90 | 90 | 90 | 90 | 90 | 90 | 90 | 90 |    |    |    |    |    |    |
| A   | Georges Garette  | 90 | 90 | 90 |    |    |    |    | 90 |    |    |    |     | 90 | 90 | 90 |    | 120 |    | 90 | 90 | 90 |    |    |    |    |    |    |    |    |    |    |
| A   | Pierre Illiet    | 90 | 90 | 90 | 90 | 90 |    | 90 | 90 | 90 | 90 | 90 | 120 | 90 | 90 | 90 | 90 | 120 | 90 | 90 | 90 | 90 | 90 | 90 | 90 | 90 | 90 | 90 | 90 | 90 | 90 | 90 |
| A   | Gyula Limbeck    |    |    |    |    |    |    |    |    |    |    |    |     |    |    |    |    |     |    |    |    |    |    |    |    |    |    | 90 | 90 | 90 | 90 | 90 |
| A   | Michel Maurice   |    |    |    |    |    |    |    |    | 90 | 90 | 90 | 120 |    |    |    |    |     |    |    |    |    |    |    |    |    |    |    | 90 |    |    |    |
| A   | Missoum          | 90 | 90 | 90 | 90 |    | 90 |    |    |    |    |    |     |    |    |    |    |     |    |    |    |    |    |    |    |    |    |    |    |    |    |    |
| A   | Paul Nicolas     |    |    |    |    |    |    |    |    |    |    |    |     |    |    |    |    | 120 | 90 |    |    |    |    |    |    |    |    |    |    |    |    |    |
| A   | Bruno Pierucci   |    |    |    |    |    |    |    |    |    |    |    |     |    | 90 |    | 90 |     |    |    |    |    |    |    |    |    |    |    |    |    |    |    |
| A   | Pierre Planchais |    |    |    | 90 |    |    |    |    |    |    |    |     |    |    |    |    |     |    |    |    |    |    |    |    |    |    |    |    |    |    |    |
| A   | Gilbert Rouart   |    |    |    |    |    | 90 | 90 |    |    |    |    |     |    |    |    |    |     |    |    |    |    | 90 |    |    | 90 |    | 90 |    |    |    |    |
| A   | ?. Steyert       |    |    |    |    |    |    |    |    |    |    |    |     |    |    |    | 90 |     |    |    |    |    |    |    |    |    |    |    |    |    |    |    |
| A   | Georges Taisne   |    |    |    |    |    | 90 | 90 | 90 | 90 | 90 | 90 | 120 | 90 | 90 | 90 |    | 120 | 90 | 90 | 90 | 90 |    | 90 | 90 | 90 | 90 | 90 | 90 | 90 | 90 | 90 |
| P.  | Joueur           | 1  | 2  | 3  | 4  | 5  | 6  | 7  | 8  | 9  | 10 | 11 | F1  | 13 | 14 | 15 | 16 | F2  | F3 | 17 | 12 | 18 | 19 | 20 | 21 | 23 | 24 | 25 | 27 | 28 | 29 | 30 |